# کامیلو سالدانیا
کامیلو سالدانیا (عربی: محمكاميلو سالدانيا؛ زادهٔ ۱۳ ژوئیهٔ ۱۹۹۹) بازیکن فوتبال است.
وی همچنین در تیم‌های ملی فوتبال زیر ۲۰ سال شیلی و فلسطین بازی کرده است.